# Михайло Байбуза
Михайло Байбуза (Грибунович), також Михайло Грибунович Байбуза (нар. не пізніше 1572 року — пом. — ?) — боярин на службі старости черкаського та канівського, шляхтич гербу Байбуза. 
За походженням — татарин, син Грибуна (звідси й прізвисько Грибунович), служив у війську короля Стефана Баторія. Службу почав до 1572 року, за короля Сигізмунда II Августа.
Володів великими наділами на Лівобережжі, в басейні річок Сули, Удаю та Солониці, що були спадщиною князів Глинських, з роду яких походила його дружина Ганна. Батько гетьмана реєстрового козацтва Тихона Байбузи та Семена Байбузи, котрі були спадкоємцями маєтностей.
Право на володіння Посуллям Михайло Байбуза набув 26 січня 1578 року. Від 7 жовтня 1582 року почався конфлікт за маєтности з князем Олександром Вишневецьким, старостою черкаським та канівським. Байбуза отримав судове рішення на свою користь 15 січня 1583 року, однак Вишневецький силою захопив спірні землі. 6 квітня 1589 року Байбуза поскаржився королю, наслідком чого стало порозуміння сторін та надання прав скаржникові на земельні володіння біля Псла. Уступки щодо Посулля Вишневецькому були затверджені сеймом 18 квітня 1590 року.